# 永嘉県
永嘉県（えいか-けん）は中華人民共和国浙江省に位置する省直轄の県であり、しばらく温州市に代理管轄されている。

## 名称
県名は永遠に嘉美であることを願って命名された。
589年（開皇9年）、隋により永寧県は永嘉県と改称された。

## 行政区画
- 街道：東城街道、北城街道、南城街道、三江街道、黄田街道、烏牛街道、甌北街道
- 鎮：橋頭鎮、橋下鎮、大箬岩鎮、碧蓮鎮、巽宅鎮、岩頭鎮、楓林鎮、岩坦鎮、沙頭鎮、鶴盛鎮、金渓鎮
- 郷：雲嶺郷、茗嶴郷、渓下郷、界坑郷

## 交通
- 諸永高速公路は紹興市諸曁市から温州市永嘉県まで、全長236キロメートルの高速道路。名称は諸曁市と永嘉県の頭文字からこの名前が付けられた。総建設費は52.6億元。